# 청자 상감국화문 표주박모양 병
청자 상감 국화문 표형병(靑磁 象嵌 菊花文 瓢形甁)은 서울특별시 관악구, 호림박물관에 있는 고려시대의 청자이다. 2004년 10월 30일 서울특별시의 유형문화재 제194호로 지정되었다. 

## 개요
국화문양을 상감기법으로 표현한 표주박 모양의 병으로 높이가 46cm나 된다.
몸통 부분에 골을 파서 여섯 면의 구획으로 나누고 각 면은 다시 두개의 면으로 구분하였다. 아래 몸통 부분의각 면에는 일렬로 연결된 흑백상감국화문(黑白象嵌菊花文)을, 귀 윗면에는 흑백상감의 여의두문(如意頭文)․국화문(菊花文)․연주문(連珠文) 등을 배치하고 입 부분과 그 주위에는 흑백상감연판문대(黑白象嵌蓮瓣文帶)를 두른 후각 연판문(蓮瓣文)안에는 일렬의 연주 문(連珠文)을 백상감(白象嵌)하였다. 굽 주위에도 백상감연판문(白象嵌蓮瓣文)을 둘렀다.
그릇면(器面) 윗부분과 가운데 한쪽 면에 산화(酸化)로 인한 갈색조의 유조가 강하게 나타난다. 굽은 다리굽의 형태인데 받침의 종류는 잘 알 수가 없다.
이 표주박 모양 청자병은 유태색(釉胎色)과 만듦새가 정교하지는 않지만 높이가 46cm나 되는 큰 규모의 병으로 이와 같이 큰 병은 현재 이 작품이 유일하고 고려 후기(13c) 상감 문양의 시문(施文) 양상도 잘 보여주고 있다.

## 같이 보기
- 청자

## 참고 자료
- 청자 상감국화문 표주박모양 병 - 국가유산청 국가유산포털